# Neoconocephalus irroratus
Neoconocephalus irroratus är en insektsart som först beskrevs av Hermann Burmeister 1838.  Neoconocephalus irroratus ingår i släktet Neoconocephalus och familjen vårtbitare. Inga underarter finns listade i Catalogue of Life.